# Seligenstadt
Seligenstadt est une ville allemande, située sur le Main dans le Land de Hesse.

## Géographie
Seligenstadt se trouve sur la rive gauche du Main, à 20 km environ au sud-est de Francfort-sur-le-Main.
Seligenstadt est située à la frontière de Hesse avec la Bavière, limitrophe de Karlstein en Bavière à l'est, de Mainhausen au sud-est, de Babenhausen au sud, de Rodgau à l'ouest et de Hainburg au nord.
La ville se compose des quartiers de Seligenstadt, de Klein-Welzheim et de Froschhausen.

## Histoire
| Appartenances historiques Électorat de Mayence 1063–1803 Landgraviat de Hesse-Darmstadt 1803–1806 Grand-duché de Hesse 1806–1918 République de Weimar 1918–1933 Reich allemand 1933–1945 Allemagne occupée 1945–1949 Allemagne 1949–présent |

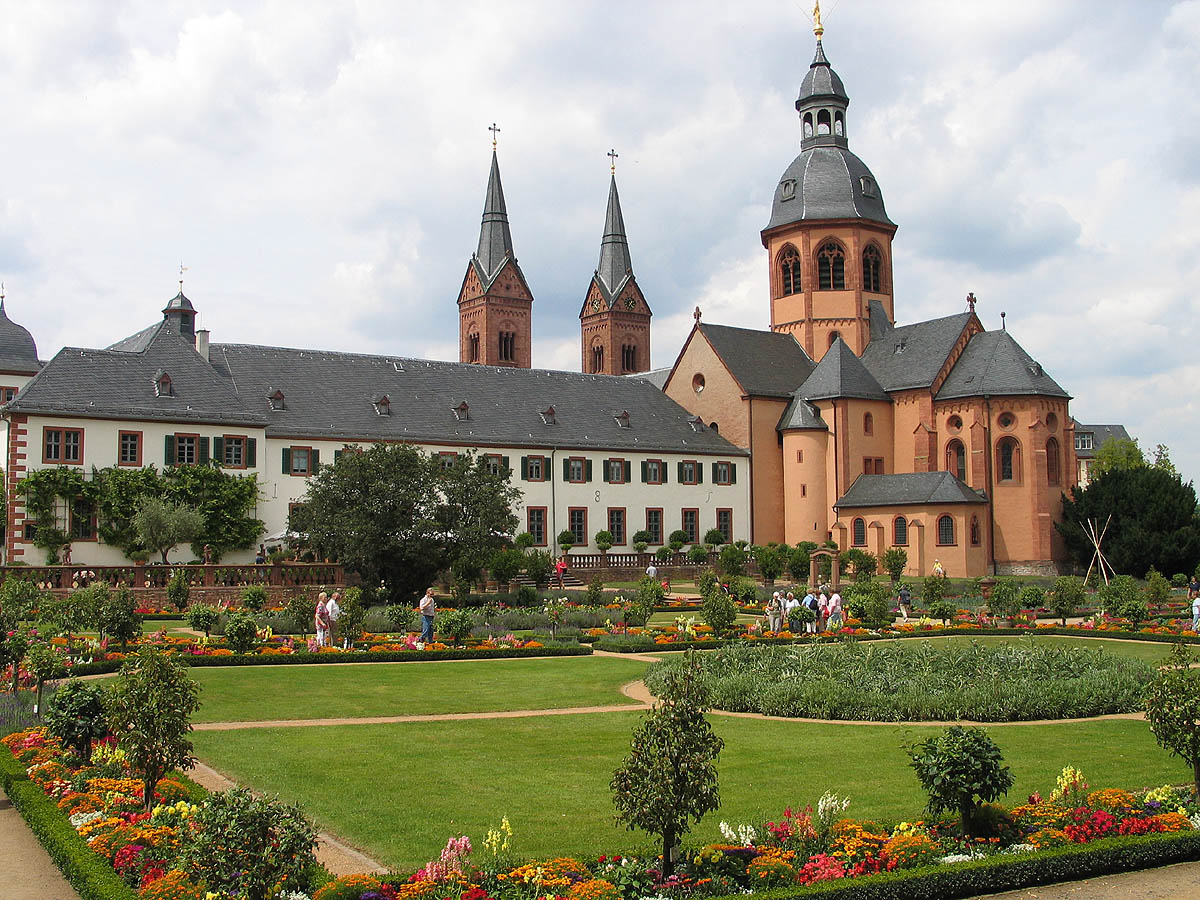
La basilique Einhard

Seligenstadt était mentionnée pour la première fois en 815 dans un acte de donation en tant que Obermühlheim.
La basilique Saint-Marcellin-et-Saint-Pierre, commandée comme abbatiale par Eginhard, a été construite à partir du IXe siècle. L'abbaye bénédictine de Seligenstadt dépendait de 1063 à 1803 de l'électorat de Mayence.
En 1744, Johannes Ruf et son épouse construisent à Seligenstadt la brasserie Zum Römischen Kaiser, qui est encore aujourd'hui le siège du Glaabsbräu.
Seligenstadt est jumelée avec Triel-sur-Seine en France depuis 1967. Klein-Welzheim était jumelée avec Heel aux Pays-Bas depuis 1972. Ce jumelage passait à Seligenstadt en 1977. Elle est également jumelée avec la ville de Brookfield dans l'État du Wisconsin aux États-Unis.

## Personnalités liées à la commune
- Eginhard, fondateur de l'abbaye de Seligenstadt, y est décédé en 840.Il fut le premier biographe de Charlemagne.
- Hans Memling est né à Seligenstadt au XVe siècle.
- Johann Leonhard Dalken, navigateur, à Ceylan (1638). On lit dans les archives de la ville : « 1653. - Dalken, Dietrich, rachète la maison Waltz dans la Fischergasse, que le monastère avait héritée de Hanss Henr. Waltz. 250 florins[1]. »